# Randolph Ross
Randolph Ross (Raleigh, 1 de janeiro de 2001) é um atleta estadunidense, campeão olímpico.
Nos Jogos Olímpicos de Verão de 2020, conquistou a medalha de ouro na prova de revezamento 4x400 metros masculino com o tempo de 2:55.70 minutos, ao lado de Michael Cherry, Michael Norman, Bryce Deadmon, Rai Benjamin, Vernon Norwood e Trevor Stewart. Ele é treinado por seu pai Duane Ross, que também foi atleta olímpico nos 110m com barreiras.